# Euryparyphes defauti
Euryparyphes defauti är en insektsart som beskrevs av Scott LaGreca 1993. Euryparyphes defauti ingår i släktet Euryparyphes och familjen Pamphagidae. Inga underarter finns listade i Catalogue of Life.